# Championnat de France des rallyes 1974
Navigation
Édition précédente Édition suivante
Le championnat de France des rallyes 1974 fut remporté, dans le groupe 4/5, par Jacques Henry sur une Alpine A110. C'est le premier des deux titres consécutifs pour ce pilote en championnat de France. 
À noter qu'un peu plus de trente ans plus tard, le fils de Jacques Henry, Patrick Henry sera à son tour consacré champion de France. Ce sera en 2007 aux commandes d'une Peugeot 307 WRC.
En cette année 1974, un championnat par Groupes est donc instauré, et les classements Nationaux et Inter ne font maintenant plus qu'un. Les vitesses sont limitées désormais sur les parcours de liaisons entre épreuves spéciales, comme pour tout véhicule. 

## Rallyes de la saison 1974
| N° | Dates                     | Rallye                        | Vainqueur                            | Copilote                         | Voiture                 |
| 1  | 9 mars-10 mars            | Critérium Neige et Glace      | Jean-Claude Andruet                  | Michèle Espinosi-Petit ("Biche") | Lancia Stratos HF       |
| 2  | 30 mars-31 mars           | Ronde de Touraine             | Jacques Henry                        | pas de copilote                  | Alpine A110             |
| 3  | 20 avril-21 avril         | Ronde de la Giraglia          | Jean-Claude Andruet                  | Michèle Espinosi-Petit ("Biche") | Lancia Stratos HF       |
| 4  | 27 avril-28 avril         | Critérium de la Côte d'Azur   | Jacques Henry                        | pas de copilote                  | Alpine A110             |
| 5  | 18 mai-19 mai             | Rallye de Lorraine            | Jacques Henry                        | Maurice Gélin                    | Alpine A110             |
| 6  | 22 mai-24 mai             | Rallye du Mont-Blanc          | Jacques Henry                        | Maurice Gélin                    | Alpine A110             |
| 7  | 8 juin-9 juin             | Ronde Cévenole                | Jacques Henry                        | pas de copilote                  | Alpine A110             |
| 8  | 13 septembre-21 septembre | Tour de France automobile     | Gérard Larrousse Jean-Pierre Nicolas | Johnny Rives                     | Ligier JS2              |
| 9  | 12 octobre-13 octobre     | Critérium Bayonne-Côte Basque | Michel Alibelli                      | Marie-Odile Desvignes            | Alpine A110             |
| 10 | 19 octobre-20 octobre     | Critérium Jean Behra          | Patrick Pierron                      | Gilles Thibault                  | Porsche 911 Carrera RSR |
| 11 | 2 novembre-3 novembre     | Rallye du Var                 | Jacques Henry                        | Maurice Gélin                    | Alpine A110             |
| 12 | 30 novembre-1er décembre  | Tour de Corse                 | Jean-Claude Andruet                  | Michèle Espinosi-Petit ("Biche") | Lancia Stratos HF       |
| 13 | 14 décembre-15 décembre   | Critérium des Cévennes        | Gérard Dantan Merlin ("Gédéhem")     | M. Rousseau                      | Porsche 911 Carrera RSR |

## Classement du championnat

### Groupe 4/5
| Place | Pilote              | Voiture                                   | Points | 1    | 2   | 3   | 4   | 5   | 6   | 7   | 8   | 9  | 10 | 11  | 12  | 13 |
| ----- | ------------------- | ----------------------------------------- | ------ | ---- | --- | --- | --- | --- | --- | --- | --- | -- | -- | --- | --- | -- |
| 1er   | Jacques Henry       | Alpine A110                               | 549    | (6e) | 1er | 2e  | 1er | 1er | 1er | 1er | 4e  | ab |    | 1er | ab  | ab |
| 2e    | Jean-Pierre Nicolas | Alpine A110 & Ligier JS2                  | 419    |      |     |     |     |     |     | ab  | 1er |    |    |     | 2e  |    |
| 3e    | Jean-Claude Andruet | Lancia Stratos HF                         | 391    | 1er  |     | 1er |     |     |     |     | 3e  |    |    |     | 1er |    |
| 4e    | Bernard Darniche    | Alpine A110, Ligier JS2 & Fiat 124 Abarth | 286    | 2e   |     |     |     |     |     | ab  | 2e  |    |    |     | ab  | ab |
| 5e    | Maurice Nusbaumer   | Alpine A110                               | 274    | ab   | 8e  |     |     |     |     |     |     |    |    |     |     |    |

- Note : Jacques Henry a disputé le Critérium Neige et Glace (1re épreuve du championnat) sur une Alpine A110 groupe 3, et n'a donc pas marqué de points dans la catégorie 4/5 à cette occasion[3].

### Groupe 3
| Place | Pilote         | Voiture         | Points | 1  | 2  | 3 | 4 | 5  | 6  | 7  | 8   | 9  | 10 | 11 | 12  | 13  |
| ----- | -------------- | --------------- | ------ | -- | -- | - | - | -- | -- | -- | --- | -- | -- | -- | --- | --- |
| 1er   | Guy Chasseuil  | Porsche Carrera | 647    | 4e | 6e |   |   | 2e | 2e | 2e | 7e  |    |    |    | ab  |     |
| 2e    | Michèle Mouton | Alpine A110     | 554    |    |    |   |   |    |    |    | 18e |    |    | 9e | 12e | 5e  |
| 3e    | Gédéhem        | Porsche Carrera | 500    | 9e | 3e |   |   |    | 4e |    |     | 5e |    |    | ab  | 1er |

### Groupe 2
| Place | Pilote           | Voiture                      | Points | 1 | 2  | 3 | 4 | 5  | 6 | 7  | 8   | 9  | 10 | 11 | 12 | 13 |
| ----- | ---------------- | ---------------------------- | ------ | - | -- | - | - | -- | - | -- | --- | -- | -- | -- | -- | -- |
| 1er   | Jean-Louis Clarr | Opel Ascona                  | 820    |   |    |   |   | 4e |   | 8e |     | 2e |    |    | 7e | 6e |
| 2e    | Archy            | Opel Ascona & Opel Commodore | 571    |   | 5e |   |   |    |   |    | 23e |    |    |    | ab |    |
| 3e    | Bernard Coëtmeur | Renault 12 Gordini           | 470    |   |    |   |   |    |   |    | 17e | 8e |    |    | ab |    |

### Groupe 1
| Place | Pilote               | Voiture                    | Points | 1   | 2 | 3  | 4 | 5  | 6   | 7  | 8   | 9   | 10 | 11 | 12 | 13 |
| ----- | -------------------- | -------------------------- | ------ | --- | - | -- | - | -- | --- | -- | --- | --- | -- | -- | -- | -- |
| 1er   | Francis Vincent      | Alfa Romeo Giulia 2000 GTV | 741    |     |   |    |   | 8e |     |    | 16e | 11e |    |    | ab | 3e |
| 2e    | Jean-Louis Barailler | Opel Commodore             | 602    |     |   |    |   | 9e | 8e  |    |     | 3e  |    | 4e | ab | ab |
| 3e    | Bernard Béguin       | Alfa Romeo Giulia 2000 GTV | 267    | 10e |   | 9e |   |    | 10e | ab |     |     |    |    |    |    |